# Ohio Army National Guard
La Ohio  Army National Guard è una componente della Riserva militare della Ohio  National Guard, inquadrata sotto la U.S. National Guard. Il suo quartier generale è situato presso la città di Columbus.

## Organizzazione
Attualmente, al 2024, sono attivi i seguenti reparti :

### Special Troops Command (Provisional)
- JFHQ, Army Element
- 122nd Army Band
- 196th Mobile Public Affairs Detachment
- 571st Judge Advocate General Detachment
- 671st Judge Advocate General Detachment
- 1937th Support Detachment
- 52nd Civil Support Team (WMD)

### 16th Engineer Brigade
- Headquarters & Headquarters Company - Columbus
- 204th Engineer Detachment (Construction Management) - Columbus
- 216th Engineer Battalion
  -  Headquarters & Headquarters Company - Cincinnati
  -  Forward Support Company - Cincinnati
  -  1137th Signal Company
  -  811th Engineer Company (Sapper) - Amanda
  -  1191st Engineer Company (Horizontal Construction) - Portsmouth
  -  1194th Engineer Company (Vertical Construction) - Chillicothe
- 112th Engineer Battalion
  -  Headquarters & Headquarters Company - Brook Park
  -  Forward Support Company - Brook Park
  - 5694th Engineer Detachment (Fire-Fighting) - Mansfield
  - 295th Engineer Detachment (Fire-Fighting) - Mansfield
  - 296th Engineer Detachment (Fire-Fighting) - Mansfield
  -  812th Engineer Company (Sapper) - Wooster
  -  945th Engineer Support Company - Norwalk
  -  1192nd Engineer Company (Horizontal Construction) - Newton Falls
    - 291st Engineer Detachment (Concrete) - Newton Falls
    - 292nd Engineer Detachment (Asphalt) - Newton Falls

### 37th Infantry Brigade Combat Team
- Headquarters & Headquarters Company - Columbus
- 1st Battalion, 148th Infantry Regiment
  -  Headquarters & Headquarters Company - Walbridge
  -  Company A - Walbridge
  -  Company B - Bowling Green
  -  Company C - Tiffin
  -  Company D (Weapons) - Sandusky
- 1st Battalion, 125th Infantry Regiment - Michigan Army National Guard
- 1st Battalion, 118th Infantry Regiment- South Carolina Army National Guard
- 2nd Squadron, 107th Cavalry Regiment
  -  Headquarters & Headquarters Troop - Hamilton
  -  Troop A - Greenville
  -  Troop B - Lebanon
  -  Troop C - Xenia
- 1st Battalion, 134th Field Artillery Regiment
  -  Headquarters & Headquarters Battery (-) - Columbus
    - Detachment - South Carolina Army National Guard

  -  Battery A - Marion
  -  Battery B - Piqua
  -  Battery C  - Piqua
- 837th Brigade Engineer Battalion
  -  Headquarters & Headquarters Company - Springfield
  -  Company A (Combat Engineer) - Wooster
  -  Company B (Combat Engineer) - Lorain
  -  Company C (Signal) - Columbus
  - Company D (Military Intalligence) - Michigan Army National Guard
- 237th Brigade Support Battalion
  -  Headquarters & Headquarters Company  - Cleveland
  -  Company A (DISTRO) - Cleveland
  -  Company B (Maint) - Youngstown
  -  Company C (MED) - Akron
  -  Company D (Forward Support) (Aggregata al 2nd Squadron, 107th Cavalry Regiment) - Hamilton
  -  Company E (Forward Support) (Aggregata al 837th Brigade Engineer Battalion) - Mansfield
  -  Company F (Forward Support) (Aggregata al 1st Battalion, 134th Field Artillery Regiment) - Medina
  -  Company G (Forward Support) (Aggregata al 1st Battalion, 148th Infantry Regiment) - Lima
  - Company H (Forward Support) - Michigan Army National Guard
  - Company I (Forward Support) - South Carolina Army National Guard
- 1st Battalion, 145th Armor Regiment (Combined Arms) - Sotto il controllo operativo della 1st Armored Brigade Combat Team, 34th Infantry Division, Minnesota Army National Guard
  -  Headquarters & Headquarters Company - Stow
  -  Company A (Tank) - Alliance
  -  Company B (Tank) - Newton Falls
  -  Company C (Mech Infantry) - North Canton
  -  Company H (Forward Support), 134th Brigade Support Battalion  - Stow
  - Detachment 2, HHB, 1st Battalion, 125th Field Artillery

### 73rd Troop Command
- Headquarters & Headquarters Company - Columbus
- Company B, 2nd Battalion, 19th Special Forces (Airborne) - Columbus
- Detachment 1, Company A (Operations), 38th Infantry Division Headquarters - Columbus
- 155th Chemical Battalion
  - Headquarters & Headquarters Detachment  - Kettering
  -  637th Chemical Company - Kettering
  - 173rd Chemical Detachment
  - Detachment 1, 172nd Cyber Protection Team
- 437th Military Police Battalion
  - Headquarters & Headquarters Detachment - Columbus
  -  135th Military Police Company
  -  323rd Military Police Company - Youngstown
  -  324th Military Police Company
  -  838th Military Police Company - Youngstown
- 5th Battalion, 54th Security Force Assistance Brigade - Columbus
  - Headquarters & Headquarters Company
  - Company A
  - Company B
  - Company C
  - Company D
- Aviation Support Facility #1 - Akron-Canton Regional Airport
- Aviation Support Facility #2 - Columbus
- 1st Battalion, 137th Aviation Regiment (Assault Helicopter) - Sotto il controllo operativo della Combat Aviation Brigade, 38th Infantry Division, Indiana Army National Guard
  -  Headquarters & Headquarters Company - Columbus
  -  Company A - Equipaggiata con 10 UH-60M 
  -  Company B - Equipaggiata con 10 UH-60M 
  - Company C, Indiana Army National Guard
  -  Company D (-) (AVUM)
  -  Company E (-) (Forward Support)
- Detachment 1, Company D (MEDEVAC), 1st Battalion, 376th Aviation Regiment - Akron-Canton RAP - Equipaggiato con 4 UH-72A
- Company B (-), 3rd Battalion, 238th Aviation Regiment - Akron-Canton RAP - Equipaggiata con 6 CH-47F 
  - Detachment 2, HHC, 3rd Battalion, 238th Aviation Regiment (General Support)
  - Detachment 2, Company D (AVUM), 3rd Battalion, 238th Aviation Regiment (General Support)
  - Detachment 2, Company E (Forward Support), 3rd Battalion, 238th Aviation Regiment (General Support)
- Detachment 2, Company C (MEDEVAC), 3rd Battalion, 238th Aviation Regiment (General Support) - Akron-Canton RAP - Equipaggiato con 6 HH-60M
- Detachment 2, Company A, 2nd Battalion, 641st Aviation Regiment (Fixed Wings) - Columbus - Equipaggiato con 1 C-26E
- Detachment 21, Operational Support Airlift Command
- Company B (-) (AVIM), 638th Aviation Support Battalion

### 174th Air Defense Artillery Brigade
- Headquarters & Headquarters Battery - Columbus
- 1st Battalion, 174th Air Defense Artillery Regiment (AVENGER)
  -  Headquarters & Headquarters Battery - Cincinnati
  -  Battery A - Cincinnati
  -  Battery B - Cincinnati
  -  Battery C - Marysville
  -  Battery D (Service) - Cincinnati
- 2nd Battalion, 174th Air Defense Artillery Regiment (AVENGER)
  -  Headquarters & Headquarters Battery - McConnelsville
  -  Battery A - McConnelsville
  -  Battery B - McConnelsville
  -  Battery C - McConnelsville
  -  Battery D (Service) - McConnelsville

### 371st Sustainment Brigade
Sotto il controllo operativo della 28th Infantry Division, Pennsylvania Army National Guard
- Headquarters & Headquarters Company - Springfield
- Special Troops Battalion
  -  Headquarters & Headquarters Company - Springfield
  -  137th Signal Network Company - Newark
  -  211th Support Maintenance Company - Newark
  -  212th Support Maintenance Company - Medina
  - 871st Quartermaster Platoon (Field Feeding) - Newton Falls
  - 874th Quartermaster Platoon (Field Feeding) - Newton Falls
- 728th Division Sustainment Support Battalion, Pennsylvania Army National Guard
- 112th Transportation Battalion
  -  Headquarters & Headquarters Company - North Canton
  -  1482Nd Transportation Company (Medium Truck, Cargo)
  -  1483rd Transportation Company (Medium Truck, Cargo) - Walbridge
  -  1484th Transportation Company (Light- Medium Truck) - North Canton
  -  1485th Transportation Company (Medium Truck, Cargo) - Coshocton
  -  1486th Transportation Company (Medium Truck, Cargo) - Mansfield
  -  1487th Transportation Company (Medium Truck, Cargo) - Piqua
- 112th Medical Battalion
  - Headquarters & Headquarters Detachment
  -  285th Area Support Medical Company - Columbus
  -  684th Area Support Medical Company - Columbus

### 147th Regiment, Regional Training Institute
- Headquarters & Headquarters Company
- 1st Battalion
- 2nd Battalion